# ساگرد
ساگرد روستایی در دهستان نه بخش مرکزی شهرستان نهبندان استان خراسان جنوبی ایران است. بر پایه سرشماری عمومی نفوس و مسکن در سال ۱۳۹۰ جمعیت این روستا ۱۳۸ نفر (در ۴۲ خانوار) بوده است.